# Campionati belgi di ciclismo su strada
I campionati belgi di ciclismo su strada sono la manifestazione annuale di ciclismo su strada che assegna il titolo di Campione del Belgio di ciclismo su strada. I vincitori hanno il diritto di indossare per un anno la maglia di campione belga, come accade per il campione mondiale con la maglia iridata.

## Storia
La manifestazione maschile per professionisti è stata creata nel 1894, e si è sempre svolta come corsa in linea, ad eccezione delle annate 1912, 1923, 1924 e 1925, quando il titolo è stato assegnato stilando una classifica in base ai piazzamenti ottenuti dai ciclisti in più prove. Con quattro successi negli anni 1997, 1998, 2002 e 2004, Tom Steels detiene il record di vittorie, dopo aver superato il connazionale Rik Van Steenbergen che vantava tre successi (1943, 1945 e 1954).
In campo femminile la prova in linea si svolge a partire dal 1959: Nicole Vandenbroeck detiene il primato di successi, cinque (1969, 1970, 1973, 1974 e 1977). Dal 1995 una prova a cronometro, di norma svolta in agosto (anche se nel 2015 si è tenuta a giugno), affianca la competizione in linea, e dal 1997 è aperta ai ciclisti Elite. A partire dal 1999 viene organizzata anche la cronometro femminile.

## Campioni in carica (2025)
| Uomini Elite | Uomini Elite     | Uomini Elite |
| ------------ | ---------------- | ------------ |
| In linea     | Tim Wellens      |              |
| Cronometro   | Remco Evenepoel  |              |
| Donne Elite  |                  |              |
| In linea     | Justine Ghekiere |              |
| Cronometro   | Lotte Kopecky    |              |

## Albo d'oro

### Titoli maschili
Aggiornato all'edizione 2025.
| Anno      | Vincitore                | Secondo                    | Terzo                    |
| --------- | ------------------------ | -------------------------- | ------------------------ |
| 1894      | Léon Houa                | Alexei Schmidt             | Léon Chisoigne           |
| 1895      | Henri Luyten             | René Nulens e Jean Walrant | non attribuito           |
| 1896      | Henri Luyten             | Georges Van Oolen          | Henri Marnette           |
| 1897      | Henri Bertrand           | Maurice Virlée             | Jozef Berckmans          |
| 1898      | Henri Bertrand           | Maurice Virlée             | Georges Luyten           |
| 1899      | Jules De Geytere         | Alphonse Seys              | Frits Vanderstuyft       |
| 1900      | Mathieu Quoidbach        | Hubert Meura               | Willot                   |
| 1901      | Paul Burger              | Van Horenbeek              | Arthur Vanderstuyft      |
| 1902      | Jules Defrance           | non attribuito             | non attribuito           |
| 1903      | Arthur Vanderstuyft      | Julien Lootens             | François Dhaen           |
| 1904      | Jules Sales              | Arthur Vanderstuyft        | Theodor Sales            |
| 1905      | Dieudonné Jamar          | Henri Devroye              | Joseph Achten            |
| 1907      | Francois Verstraeten     | Camille Haeck              | Robert Wancourt          |
| 1908      | Francois Verstraeten     | Cyrille Van Hauwaert       | Eugène Platteau          |
| 1909      | Cyrille Van Hauwaert     | Dieudonné Jamar            | Alfons Spiessens         |
| 1910      | Henri Hanlet             | Michel Debaets             | Marcel Buysse            |
| 1911      | Odile Defraye            | Jules Masselis             | Cyrille Van Hauwaert     |
| 1912      | Omer Verschoore          | Félicien Salmon            | Henri Devroye            |
| 1913      | Joseph Van Daele         | 11 corridori ex aequo      | non attribuito           |
| 1914      | Victor Dethier           | Joseph Van Daele           | Louis Mottiat            |
| 1915-1918 | non disputato            | non disputato              | non disputato            |
| 1919      | Jean Rossius             | Joseph Van Daele           | Louis Mottiat            |
| 1920      | Jules Van Hevel          | Louis Mottiat              | René Vermandel           |
| 1921      | Jules Van Hevel          | René Vermandel             | Louis Mottiat            |
| 1922      | René Vermandel           | Philippe Thijs             | Félix Sellier            |
| 1923      | Félix Sellier            | Maurice Dewaele            | René Vermandel           |
| 1924      | René Vermandel           | Félix Sellier              | Denis Verschueren        |
| 1925      | Gérard Debaets           | Auguste Verdijck           | Denis Verschueren        |
| 1926      | Félix Sellier            | Julien Delbecque           | Maurice Depauw           |
| 1927      | August Mortelmans        | Julien Delbecque           | Leopold Matton           |
| 1928      | Joseph Dervaes           | Félix Sellier              | Raymond Decorte          |
| 1929      | Joseph Wauters           | Georges Ronsse             | Alfred Hamerlinck        |
| 1930      | Joseph Wauters           | Joseph Dervaes             | Alfred Hamerlinck        |
| 1931      | Alphons Schepers         | Emile Joly                 | Gustaaf Van Slembrouck   |
| 1932      | Georges Lemaire          | Gustaaf Van Slembrouck     | Michel Van Vlockhoven    |
| 1933      | Louis Duerloo            | Jozef Vander Haegen        | Constant Huys            |
| 1934      | Louis Roels              | Emile Bruneau              | Jozef Vander Haegen      |
| 1935      | Gustaaf Danneels         | Jef Demuysere              | Félicien Vervaecke       |
| 1936      | Jean Aerts               | Louis Hardiquest           | Michel D'Hooghe          |
| 1937      | Karel Kaers              | Maurice Raes               | Adelin Van Simaeys       |
| 1938      | Petrus Van Temsche       | Hubert Deltour             | Marcel Kint              |
| 1939      | Marcel Kint              | 4 corridori ex aequo       | non attribuito           |
| 1940      | Odiel V. Den Meersschaut | André Maelbrancke          | Gustaaf Van Overloop     |
| 1941      | André Defoort            | Gustaaf Van Overloop       | Achiel De Backer         |
| 1942      | André Maelbrancke        | Albert Sercu               | Lucien Vlaemynck         |
| 1943      | Rik Van Steenbergen      | Georges Claes              | Robert Van Eenaeme       |
| 1944      | non disputato            | non disputato              | non disputato            |
| 1945      | Rik Van Steenbergen      | Odiel V. Den Meersschaut   | Jan Bogaerts             |
| 1946      | Émile Masson             | Briek Schotte              | Maurice Van Herzele      |
| 1947      | Émile Masson             | Jacques Geus               | Maurice Meersman         |
| 1948      | Achiel Buysse            | Briek Schotte              | Ernest Sterckx           |
| 1949      | Valère Ollivier          | Raymond Impanis            | Prosper Depredomme       |
| 1950      | Albert Ramon             | Briek Schotte              | Valère Ollivier          |
| 1951      | Lode Anthonis            | Edward Peeters             | Emmanuel Thoma           |
| 1952      | Jozef Schils             | Robert Vanderstockt        | Marcel De Mulder         |
| 1953      | Alois Van Steenkiste     | Florent Rondelé            | Stan Ockers              |
| 1954      | Rik Van Steenbergen      | Roger Decock               | René Desmet              |
| 1955      | Emiel Van Cauter         | Germain Derijcke           | Jean Storms              |
| 1956      | André Vlayen             | Frans Schoubben            | Karel Clerckx            |
| 1957      | André Vlayen             | Roger Verplaetse           | Karel Clerckx            |
| 1958      | Rik Van Looy             | Jozef Planckaert           | Frans Aerenhouts         |
| 1959      | Piet Oellibrandt         | Jan Adriaensens            | Daniel Denys             |
| 1960      | Frans De Mulder          | Willy Vannitsen            | Arthur De Cabooter       |
| 1961      | Michel Van Aerde         | Arnould Flécy              | Jos Hoevenaars           |
| 1962      | Jozef Planckaert         | Guillaume Van Tongerloo    | Emile Daems              |
| 1963      | Rik Van Looy             | Louis Proost               | Frans Aerenhouts         |
| 1964      | Edward Sels              | Willy Bocklant             | Frans Melckenbeeck       |
| 1965      | Walter Godefroot         | Eddy Merckx                | Arthur De Cabooter       |
| 1966      | Guido Reybrouck          | Robert Lelangue            | Jos Huysmans             |
| 1967      | Jos Boons                | Willy In 't Ven            | Emile Bodart             |
| 1968      | Julien Stevens           | Ferdinand Bracke           | Guido Reybrouck          |
| 1969      | Roger De Vlaeminck       | Walter Godefroot           | Alfons Debal             |
| 1970      | Eddy Merckx              | Herman Van Springel        | Jean-Pierre Monseré      |
| 1971      | Herman Van Springel      | Jozef Spruyt               | Willy Vanneste           |
| 1972      | Walter Godefroot         | Eddy Merckx                | Albert Van Vlierberghe   |
| 1973      | Frans Verbeeck           | Eddy Merckx                | Willy Planckaert         |
| 1974      | Roger Swerts             | Ludo Van Staeyen           | Johan De Muynck          |
| 1975      | Willy Teirlinck          | Walter Planckaert          | Eddy Merckx              |
| 1976      | Freddy Maertens          | Jean-Luc Vandenbroucke     | Willy Teirlinck          |
| 1977      | Michel Pollentier        | Joseph Bruyère             | Paul Wellens             |
| 1978      | Michel Pollentier        | Willy Teirlinck            | Marcel Laurens           |
| 1979      | Gery Verlinden           | Eddy Schepers              | Marc Renier              |
| 1980      | Jozef Jacobs             | Dirk Heirweg               | Eddy Schepers            |
| 1981      | Roger De Vlaeminck       | Gery Verlinden             | Benjamin Vermeulen       |
| 1982      | Frank Hoste              | Eddy Vanhaerens            | Fons De Wolf             |
| 1983      | Lucien Van Impe          | Marc Sergeant              | Michel Dernies           |
| 1984      | Eric Vanderaerden        | Eddy Planckaert            | Frank Hoste              |
| 1985      | Paul Haghedooren         | Claude Criquielion         | Rudy Dhaenens            |
| 1986      | Marc Sergeant            | Hendrik Devos              | Étienne De Wilde         |
| 1987      | Ferdi Van Den Haute      | Jean-Pierre Heynderickx    | Herman Frison            |
| 1988      | Étienne De Wilde         | Herman Frison              | J.-Philippe Vandenbrande |
| 1989      | Carlo Bomans             | Eddy Planckaert            | Fons De Wolf             |
| 1990      | Claude Criquielion       | Edwig Van Hooydonck        | Frank Van Den Abbeele    |
| 1991      | Benjamin Van Itterbeeck  | Jim Van De Laer            | Wilfried Peeters         |
| 1992      | Johan Museeuw            | Johan Capiot               | Johan Devos              |
| 1993      | Alain Van Den Bossche    | Guy Nulens                 | Carlo Bomans             |
| 1994      | Wilfried Nelissen        | Michel Vanhaecke           | Peter Verbeken           |
| 1995      | Wilfried Nelissen        | Tom Steels                 | Johan Museeuw            |
| 1996      | Johan Museeuw            | Geert Van Bondt            | Johan Bruyneel           |
| 1997      | Tom Steels               | Ludo Dierckxsens           | Kurt Van De Wouwer       |
| 1998      | Tom Steels               | Carlo Bomans               | Peter Van Petegem        |
| 1999      | Ludo Dierckxsens         | Michel Vanhaecke           | Axel Merckx              |
| 2000      | Axel Merckx              | Frank Vandenbroucke        | Rik Verbrugghe           |
| 2001      | Ludovic Capelle          | Fabien Dewaele             | Michel Vanhaecke         |
| 2002      | Tom Steels               | Ludovic Capelle            | Gert Vanderaerden        |
| 2003      | Geert Omloop             | Jurgen Van Goolen          | Sven Vanthourenhout      |
| 2004      | Tom Steels               | Geert Omloop               | Geert Verheyen           |
| 2005      | Serge Baguet             | Kevin Van Impe             | Nico Sijmens             |
| 2006      | Nico Eeckhout            | Philippe Gilbert           | Tom Boonen               |
| 2007      | Stijn Devolder           | Tom Boonen                 | Philippe Gilbert         |
| 2008      | Jürgen Roelandts         | Sven Vanthourenhout        | Nico Eeckhout            |
| 2009      | Tom Boonen               | Philippe Gilbert           | Kristof Goddaert         |
| 2010      | Stijn Devolder           | Philippe Gilbert           | Frederik Veuchelen       |
| 2011      | Philippe Gilbert         | Gianni Meersman            | Jelle Wallays            |
| 2012      | Tom Boonen               | Kristof Goddaert           | Sven Vandousselaere      |
| 2013      | Stijn Devolder           | Gianni Meersman            | Jan Bakelants            |
| 2014      | Jens Debusschere         | Roy Jans                   | Tom Boonen               |
| 2015      | Preben Van Hecke         | Jürgen Roelandts           | Greg Van Avermaet        |
| 2016      | Philippe Gilbert         | Tim Wellens                | Greg Van Avermaet        |
| 2017      | Oliver Naesen            | Sep Vanmarcke              | Jasper Stuyven           |
| 2018      | Yves Lampaert            | Philippe Gilbert           | Jasper Stuyven           |
| 2019      | Tim Merlier              | Timothy Dupont             | Wout Van Aert            |
| 2020      | Dries De Bondt           | Iljo Keisse                | Pieter Serry             |
| 2021      | Wout Van Aert            | Edward Theuns              | Remco Evenepoel          |
| 2022      | Tim Merlier              | Jordi Meeus                | Jasper Philipsen         |
| 2023      | Remco Evenepoel          | Alec Segaert               | Jasper Stuyven           |
| 2024      | Arnaud De Lie            | Jasper Philipsen           | Jordi Meeus              |
| 2025      | Tim Wellens              | Remco Evenepoel            | Jasper Philipsen         |

| Anno | Vincitore             | Secondo            | Terzo                 |
| ---- | --------------------- | ------------------ | --------------------- |
| 1997 | Marc Streel           | Johan Museeuw      | Bert Roesems          |
| 1998 | non disputato         | non disputato      | non disputato         |
| 1999 | Marc Streel           | Bert Roesems       | Thierry Marichal      |
| 2000 | Rik Verbrugghe        | Marc Streel        | Leif Hoste            |
| 2001 | Leif Hoste            | Bert Roesems       | Glenn D'Hollander     |
| 2002 | Marc Wauters          | Bert Roesems       | Ludo Dierckxsens      |
| 2003 | Marc Wauters          | Leif Hoste         | Bert Roesems          |
| 2004 | Bert Roesems          | Marc Wauters       | Leif Hoste            |
| 2005 | Marc Wauters          | Bert Roesems       | Frank Vandenbroucke   |
| 2006 | Leif Hoste            | Bert Roesems       | Marc Wauters          |
| 2007 | Leif Hoste            | Philippe Gilbert   | Jurgen Van Den Broeck |
| 2008 | Stijn Devolder        | Leif Hoste         | Dominique Cornu       |
| 2009 | Maxime Monfort        | Sébastien Rosseler | Dominique Cornu       |
| 2010 | Stijn Devolder        | Sébastien Rosseler | Leif Hoste            |
| 2011 | Philippe Gilbert      | Ben Hermans        | Dominique Cornu       |
| 2012 | Kristof Vandewalle    | Ben Hermans        | Philippe Gilbert      |
| 2013 | Kristof Vandewalle    | Philippe Gilbert   | Julien Vermote        |
| 2014 | Kristof Vandewalle    | Tim Wellens        | Pieter Serry          |
| 2015 | Jurgen Van den Broeck | Yves Lampaert      | Kristof Vandewalle    |
| 2016 | Victor Campenaerts    | Yves Lampaert      | Ben Hermans           |
| 2017 | Yves Lampaert         | Victor Campenaerts | Ben Hermans           |
| 2018 | Victor Campenaerts    | Thomas De Gendt    | Yves Lampaert         |
| 2019 | Wout Van Aert         | Yves Lampaert      | Remco Evenepoel       |
| 2020 | Wout Van Aert         | Victor Campenaerts | Frederik Frison       |
| 2021 | Yves Lampaert         | Remco Evenepoel    | Victor Campenaerts    |
| 2022 | Remco Evenepoel       | Yves Lampaert      | Victor Campenaerts    |
| 2023 | Wout Van Aert         | Alec Segaert       | Rune Herregodts       |
| 2024 | Tim Wellens           | Alec Segaert       | Rune Herregodts       |
| 2025 | Remco Evenepoel       | Florian Vermeersch | Alec Segaert          |

### Titoli femminili
Aggiornato all'edizione 2025.
| Anno | Vincitrice          | Seconda                | Terza                  |
| ---- | ------------------- | ---------------------- | ---------------------- |
| 1959 | Nadia Van Huffel    | Rosa Sels              | Liliane Cleiren        |
| 1960 | Rosa Sels           | Yvonne Reynders        | Nadia Germonpre        |
| 1961 | Annie Vermeiren     | Yvonne Reynders        | Rosa Sels              |
| 1962 | Yvonne Reynders     | Simone Ellegeest       | Liliane Cleiren        |
| 1963 | Yvonne Reynders     | Louisa Smits           | Simone Ellegeest       |
| 1964 | Denise Bral         | Rosa Sels              | Marie-Therese Naessens |
| 1965 | Louisa Smits        | Marie-Therese Naessens | Francine Verlot        |
| 1966 | Marie-Rose Gaillard | Simone Ellegeest       | Suzanne Sohie          |
| 1967 | Christiane Geerts   | Louisa Smits           | Francine Verlot        |
| 1968 | Marguerita Dams     | Nicole Vandenbroeck    | rancine Verlot         |
| 1969 | Nicole Vandenbroeck | Suzanne Sohie          | Christiane Goeminne    |
| 1970 | Nicole Vandenbroeck | Christiane Geerts      | Francine Verlot        |
| 1971 | Mariette Laenen     | Christiane Geerts      | Francine Verlot        |
| 1972 | Mariette Laenen     | Nicole Vandenbroeck    | Francine Verlot        |
| 1973 | Nicole Vandenbroeck | Christiane Goeminne    |                        |
| 1974 | Nicole Vandenbroeck | Mariette Laenen        | Arlette Fontaine       |
| 1975 | Mariette Laenen     | Christiane Goeminne    | Johanna Bosmans        |
| 1976 | Yvonne Reynders     | Christiane Goeminne    | Nicole Vandenbroeck    |
| 1977 | Nicole Vandenbroeck | Mariette Laenen        | Yvonne Reynders        |
| 1978 | Maria Herrijgers    | Christiane Goeminne    | Frieda Maes            |
| 1979 | Maria Herrijgers    | Sonja Pleysier         | Marie-Helene Schiffers |
| 1980 | Nele D'Haene        | Chantal Van Havere     | Maria Kennes           |
| 1981 | Gerda Sierens       | Marina Mampay          | Maria Herrijgers       |
| 1982 | Jenny De Smet       | Gerda Sierens          | An Callebout           |
| 1983 | Ingrid Mekers       | Gerda Sierens          | An Callebout           |
| 1984 | Nele D'Haene        | Jenny De Smet          | Gerda Sierens          |
| 1985 | Josiane Vanhuysse   | Nadine Fiers           | Marleen Clemminck      |
| 1986 | Agnes Dusart        | Josiane Vanhuysse      | Nadine Fiers           |
| 1987 | Agnes Dusart        | Sonja Vermeylen        | Els Mertens            |
| 1988 | Agnes Dusart        | Kristel Werckx         | Sylvie Slos            |
| 1989 | Sylvie Slos         | Sabine Snijers         | Els Mertens            |
| 1990 | Veronique De Roose  | Godelieve Jansens      | Kristel Werckx         |
| 1991 | Kristel Werckx      | Heidi Van De Vijver    | Monica Van Nassauw     |
| 1992 | Godelieve Jansens   | Sabine Snijers         | Veronique Schurman     |
| 1993 | Kristel Werckx      | Monica Van Nassauw     | Vanja Vonckx           |
| 1994 | Heidi Van De Vijver | Patsy Maegerman        | Anja Lenaers           |
| 1995 | Els Decottenier     | Sonja Vermeylen        | Vanja Vonckx           |
| 1996 | Sonja Vermeylen     | Linda Troyekens        | Patsy Maegerman        |
| 1997 | Sonja Vermeylen     | Els Decottenier        | Anja Lenaers           |
| 1998 | Heidi Van De Vijver | Sonja Vermeylen        | Anja Lenaers           |
| 1999 | Cindy Pieters       | Vanja Vonckx           | Els Decottenier        |
| 2000 | Evy Van Damme       | Lensy Debboudt         | Sonja Vermeylen        |
| 2001 | Evy Van Damme       | Ine Wannijn            | Godelieve Jansens      |
| 2002 | Ine Wannijn         | Corine Hierckens       | Veronique Belleter     |
| 2003 | Anja Nobus          | Ilse Geldhof           | Veerle Ingels          |
| 2004 | Natascha Maes       | Ine Wannijn            | Sara Peeters           |
| 2005 | Corine Hierckens    | Sara Peeters           | Natasha Nobels         |
| 2006 | Veronique Belleter  | Karen Steurs           | Ine Wannijn            |
| 2007 | Ludivine Henrion    | Ine Wannijn            | Liesbeth De Vocht      |
| 2008 | Ilse Geldhof        | Nana Steenssens        | Anne Arnouts           |
| 2009 | Ludivine Henrion    | Latoya Brulee          | Kelly Druyts           |
| 2010 | Liesbet De Vocht    | Kelly Druyts           | Evelyn Arys            |
| 2011 | Evelyn Arys         | Sofie De Vuyst         | Lensy Debboudt         |
| 2012 | Jolien D'Hoore      | Ludivine Henrion       | Jessie Daams           |
| 2013 | Liesbet De Vocht    | Maaike Polspoel        | Sofie De Vuyst         |
| 2014 | Jolien D'Hoore      | Lotte Kopecky          | Sofie De Vuyst         |
| 2015 | Jolien D'Hoore      | Lotte Kopecky          | Sofie De Vuyst         |
| 2016 | Kaat Hannes         | Lotte Kopecky          | Jolien D'Hoore         |
| 2017 | Jolien D'Hoore      | Lotte Kopecky          | Kelly Druyts           |
| 2018 | Annelies Dom        | Valerie Demey          | Sanne Cant             |
| 2019 | Jesse Vandenbulcke  | Ann-Sophie Duyck       | Julie Van De Velde     |
| 2020 | Lotte Kopecky       | Jolien D'Hoore         | Shari Bossuyt          |
| 2021 | Lotte Kopecky       | Julie Van De Velde     | Alana Castrique        |
| 2022 | Kim De Baat         | Fien Van Eynde         | Sara Maes              |
| 2023 | Lotte Kopecky       | Marthe Goossens        | Kelly Druyts           |
| 2024 | Lotte Kopecky       | Sanne Cant             | Justine Ghekiere       |
| 2025 | Justine Ghekiere    | Fien Van Eynde         | Fleur Moors            |

| Anno | Vincitrice          | Seconda            | Terza                    |
| ---- | ------------------- | ------------------ | ------------------------ |
| 1999 | Heidi Van De Vijver | Els Decottenier    | Evy Van Damme            |
| 2000 | Heidi Van De Vijver | Natascha Maes      | Evy Van Damme            |
| 2001 | Heidi Van De Vijver | Ine Wannijn        | Cindy Pieters            |
| 2002 | Cindy Pieters       | Evy Van Damme      | Sharon Van Dromme        |
| 2003 | Evy Van Damme       | Corine Hierckens   | Natacha Maes             |
| 2004 | Natacha Maes        | Evy Van Damme      | Ine Wannijn              |
| 2005 | Natacha Maes        | An Van Rie         | Ine Wannijn              |
| 2006 | An Van Rie          | Cindy Pieters      | Laure Werner             |
| 2007 | An Van Rie          | Ludivine Henrion   | Liesbeth De Vocht        |
| 2008 | An Van Rie          | Liesbeth De Vocht  | Laure Werner             |
| 2009 | Liesbet De Vocht    | Latoya Brulée      | Lieselot Decroix         |
| 2010 | Grace Verbeke       | Liesbet De Vocht   | Latoya Brulee            |
| 2011 | Liesbet De Vocht    | Grace Verbeke      | Ludivine Henrion         |
| 2012 | Liesbet De Vocht    | Sofie De Vuyst     | Ann-Sophie Duyck         |
| 2013 | Liesbet De Vocht    | Maaike Polspoel    | Annelies Dom             |
| 2014 | Ann-Sophie Duyck    | Liesbet De Vocht   | Maaike Polspoel          |
| 2015 | Ann-Sophie Duyck    | Jolien D'Hoore     | Sofie De Vuyst           |
| 2016 | Ann-Sophie Duyck    | Lotte Kopecky      | Isabelle Beckers         |
| 2017 | Ann-Sophie Duyck    | Isabelle Beckers   | Julie Van De Velde       |
| 2018 | Ann-Sophie Duyck    | Lotte Kopecky      | Ellen Van Loy            |
| 2019 | Lotte Kopecky       | Jolien D'Hoore     | Annelies Dom             |
| 2020 | Lotte Kopecky       | Sara Van De Vel    | Julie Van De Velde       |
| 2021 | Lotte Kopecky       | Julie Van De Velde | Julie De Wilde           |
| 2022 | Lotte Kopecky       | Shari Bossuyt      | Britt Knaven             |
| 2023 | Lotte Kopecky       | Febe Jooris        | Marthe Goossens          |
| 2024 | Lotte Kopecky       | Marthe Goossens    | Marion Norbert Riberolle |
| 2025 | Lotte Kopecky       | Marthe Goossens    | Lotte Claes              |